# Gudrun Kugler

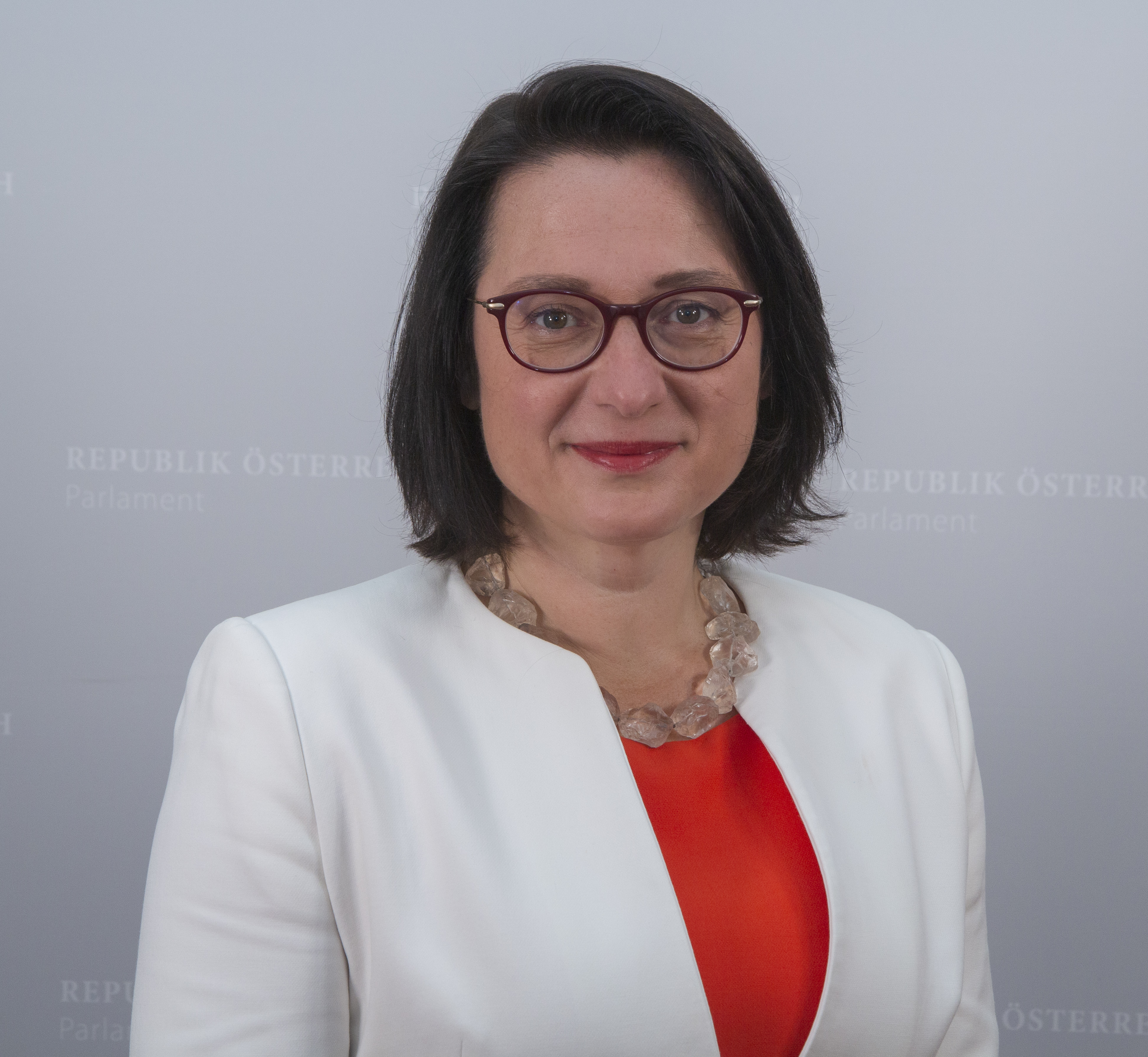
Gudrun Kugler, 2021

Gudrun Veronika Kugler, geborene Lang, auch bekannt als Kugler-Lang (* 12. November 1976 in Gmunden, Oberösterreich), ist eine österreichische Juristin sowie Nationalratsabgeordnete der ÖVP.
Sie wurde als Initiatorin der ersten katholischen Heiratsplattform kathtreff.org bekannt. Im Oktober 2015 zog sie nach der Wiener Wahl dank eines erfolgreichen Vorzugsstimmenwahlkampfes erstmals in den Wiener Gemeinderat und Landtag ein. Im Oktober 2017 schaffte sie bei der Nationalratswahl in Wien-Nord aufgrund starker Stimmenzuwächse ein Grundmandat und zog in den Nationalrat ein, dem sie auch nach den Wahlen 2019 und 2024 weiterhin angehört. Seit 2024 ist sie Vizepräsidentin der Parlamentarischen Versammlung der OSZE.
Kugler ist für ihre christlichen Positionen und ihre Nähe zu ultrakonservativen bis fundamentalistischen Gruppierungen bekannt. In Medien wurde sie als „christliche Hardlinerin“ bezeichnet, das Dokumentationsarchiv des österreichischen Widerstandes rechnet sie dem „rechtskatholischen Milieu“ zu. Sie engagiert sich in der sogenannten Lebensrechtsbewegung gegen Schwangerschaftsabbruch sowie gegen die Gleichstellung homosexueller Partnerschaften, gegen Verfolgung aufgrund des christlichen Glaubens oder anderer religiöser Zugehörigkeiten sowie gegen Menschenhandel und die Todesstrafe.

## Leben
Kugler wuchs laut eigener Aussage in einem antireligiösen Haushalt auf und sympathisierte in ihrer Jugend mit den Grünen. Nach der Schulzeit wandte sie sich der christlichen Religion zu.
Kugler ist Magistra in Recht und Frauenrecht und promovierte im Internationalen Recht. Sie wurde 1999 „Master der Theologischen Studien zu Ehe und Familie“.
Als Gründerin und erste Vorsitzende der Weltjugendallianz – Europa war sie von 2001 bis 2004 in Brüssel.
Im Jänner 2005 gründeten sie und ihr Ehemann Martin Kugler die Firma Kairos-Consulting.
Kugler initiierte eine deutschsprachige katholische Heiratsplattform, zusammen mit dem umstrittenen  Salzburger Weihbischof Andreas Laun sowie ihrem Mann.
Sie gründete Europa für Christus!, eine Initiative zur Ermutigung von Christen, sowie aus letzterer heraus das Dokumentationsarchiv der Diskriminierung von Christen in Europa. Es werden dort beispielsweise Fälle von religiös motivierten physischen Angriffen, Vandalismus in Kirchen, Einschränkungen der Gewissensfreiheit, „Verspottung oder Verhöhnung des christlichen Glaubens, Entfernung christlicher Symbole oder Verbot, diese selbst zu tragen, wie auch Attacken auf den Glauben in Film und Fernsehen“ gesammelt. Als Vertreterin des Dokumentationsarchivs war sie am ersten Treffen des OSZE-Büros für demokratische Institutionen und Menschenrechte ODIHR zum Thema „Intoleranz gegen und Diskriminierung von Christen“ im März 2009 beteiligt. Von April 2010 bis April 2012 war Kugler Mitglied des Advisory Panels der Agentur der Europäischen Union für Grundrechte. Das Dokumentationsarchiv der Diskriminierung von Christen in Europa ist die einzige Organisation, die systematisch Fälle von Diskriminierung wegen des christlichen Glaubens in der EU dokumentiert. Kugler wird damit zitiert, dass „Intoleranz gegen Christen“ und „Christianophobie“ durch „Stigmatisierung und negative Stereotypisierung“ im Steigen begriffen seien.
Von 2008 bis 2017 unterrichtete sie als „Adjunct Professor“ an der Katholischen Hochschule ITI. Sie gründete und leitete auch die Jugendakademie am Dr.-Karl-Kummer-Institut. Im Jahr 2010 gab sie gemeinsam mit Denis Borel die Festschrift Entdeckung der Freundschaft zu Ehren des 65. Geburtstags von Kardinal Christoph Schönborn heraus. Im Pattlochverlag veröffentlichte Kugler 2012 den Titel „Niemand ist eine Insel. Wie man den Partner fürs Leben findet“.
Gudrun Kugler ist mit dem Historiker Martin Kugler, einem ehemaligen Pressesprecher von Opus Dei Österreich, verheiratet und hat vier Kinder.

## Politische Karriere
Kugler kandidierte im Jahre 2005 als Parteilose bei den Kommunalwahlen in Wien für die ÖVP auf einem aussichtslosen Listenplatz und erzielte nach dem Spitzenkandidaten Johannes Hahn (derzeit österreichischer EU-Kommissar) die meisten Vorzugsstimmen. In diesem Zusammenhang warfen Abtreibungsgegner und Befürworter der Fristenlösung einander Fundamentalismus vor. Bei der Nationalratswahl 2013 wurde Kugler in der ÖVP bundesweit insgesamt Vorzugsstimmendritte (nach den Spitzenkandidaten Sebastian Kurz und Michael Spindelegger). Von 2013 bis 2017 war Kugler Vorsitzende der ÖVP-Frauen im 15. Wiener Gemeindebezirk. Kugler kandidierte bei den Wienwahlen 2015 auf Platz 13 des ÖVP-Stadtwahlvorschlags und auf Platz eins der Gemeinderatsliste für Penzing und organisierte einen erfolgreichen Vorzugsstimmenwahlkampf, wodurch sie im Oktober 2015 für die ÖVP in den Wiener Gemeinderat einzog. Dort kündigte sie an, sich vor allem mit familienpolitischen Themen auseinanderzusetzen. Die ehemalige Chefin der ÖVP Wien Gabriele Tamandl nahm Kugler in Schutz, nachdem Kugler in Medien als „katholische Kupplerin“ und „Katholiban“ bezeichnet worden war.
Bei der Nationalratswahl 2017 konnte Kugler überraschend in ihrem Wahlkreis Wien-Nord mit einem Plus von 9,5 Prozent für die ÖVP ein Grundmandat erreichen und erhielt die zweitmeisten Wahlkreis-Vorzugsstimmen aller Wiener ÖVP-Mandatare. Seitdem gehört sie dem Nationalrat an, in dem sie als Bereichssprecherin für Menschenrechte und Heimatvertriebene für die ÖVP fungiert. In dieser Funktion war sie hauptverantwortlich für die Anerkennung des Holodomor durch das österreichische Parlament. Kugler ist Mitglied des Migration Committee der Parlamentarischen Versammlung der OSZE. Im Juli 2024 wurde sie zur Vizepräsidentin der Parlamentarischen Versammlung der OSZE gewählt.

## Politische Positionen und Kritik
Kugler möchte, dass Wiener Standesbeamte die Begründung eingetragener Partnerschaften aufgrund ihres christlichen Glaubens ablehnen können. Sie ist eine Unterstützerin der US-Beamtin Kim Davis, die sich 2015 aufgrund ihres christlichen Glaubens weigerte, homosexuellen Paaren Heiratsurkunden auszustellen. Davis musste dafür vorübergehend ins Gefängnis. Für Kugler ist Davis ein modernes Paradebeispiel für die Verfolgung von Christen. Weiters ist Kugler der Meinung, dass die gleichgeschlechtliche Ehe „unweigerlich zu schrittweisen Erweiterungen“ führe, etwa einer „Ehe unter Geschwistern“.
Im Jahr 2019 hielt Kugler auf der religiösen Veranstaltung Awakening Austria in der Wiener Stadthalle vor über 10.000 Menschen eine Rede. Die Politikforscherin Natascha Strobl sieht darin Positionen, die anschlussfähig nach rechts außen sind, und weist auf viele Formen von autoritärem, menschenfeindlichem und faschistischem Denken hin. Die Veranstaltung fand während des Wahlkampfs von Bundeskanzler Sebastian Kurz statt und erhielt große mediale Aufmerksamkeit, weil Ben Fitzgerald (Gründer von Awakening Europe) die Veranstaltungsteilnehmer aufrief, für Sebastian Kurz zu beten.
Die Plattform WikiLeaks enthüllte im Sommer 2021 Dokumente über die Einflussnahme der christlich-fundamentalistischen Gruppe CitizenGo auf rechte Parteien in Europa, um LGBTQI-feindliche und antifeministische Politik zu unterstützen. Auch Kugler und ihr Ehemann tauchten darin auf. Kugler wurde als Kampagnen-Managerin im deutschsprachigen Raum genannt. Sie gab an, dass der Kontakt mit CitizenGo vor ihrer politischen Laufbahn stattgefunden habe.
Kugler nahm mehrfach an Demonstrationen von Abtreibungsgegnern teil. Beim jährlichen Wiener „Marsch für das Leben“ nahm sie mehrfach teil. Bei der Demonstration nahmen etwa im Jahr 2022 Rechtsextreme, darunter Vertreter der Identitären Bewegung wie Martin Sellner, Corona-Maßnahmen-Kritiker, katholische Aktivisten wie Alexander Tschugguel und Fußball-Hooligans teil.
Kugler findet im 2025 veröffentlichten Rechtsextremismusbericht, der vom Dokumentationsarchiv des österreichischen Widerstandes im Auftrag des Justiz- und Innenministeriums erarbeitet wurde, im Bereich „Rechtskatholizismus“ Erwähnung. Unter Rechtskatholizismus wird in dem Bericht „das konservative bis reaktionäre, autoritäre und in Randbereichen rechtsextreme Spektrum des politischen Katholizismus“ gefasst. Kugler übte Kritik an dem Bericht und schrieb auf Instagram: „Es ist ein Armutszeugnis, wenn ein linkes Narrativ offenbar das Hauptmotiv der Präsentation ist.“
Sie war gegen die Einführung der Corona-Impfpflicht.

## Wohltätigkeit
Für die 108 in Österreich gestrandeten sogenannten Lautenberg-Iraner war Kugler monatelang im Jahr 2018 Ansprechpartnerin und organisierte finanzielle, berufliche und medizinische Unterstützung. Seit 2019 ist Kugler Vorstandsmitglied der Hilfsorganisation World Vision.

## Auszeichnungen
Gudrun Kugler wurde für ihre Dissertation mit dem Leopold-Kunschak-Preis ausgezeichnet.
2018 wurde ihr der „Thomas More Award“ des Vereins International Catholic Legislators Network für ihr Engagement im Bereich Religionsfreiheit verliehen.

## Publikationen

### Bücher
- Lang, Gudrun V. [Hrsg.]: European Youth Alliance: Helden der Menschenwürde: Texte zum Symposium im Gedenken an die Widerstandsgruppe „Weisse Rose“ zum 60. Todestag von Hans Scholl, Sophie Scholl, Christoph Probst, Bonn: Verlag für Kultur und Wissenschaft, 2003 (= Edition pro mundis, Bd. 11), ISBN 3-932829-75-1.
- Lang, Gudrun V.; Strohmer, Michael [Hrsg.]; Klestil, Thomas [Vorr.]: Europa der Grundrechte? Beiträge zur Grundrechtecharta der Europäischen Union; mit einem Geleitwort des Bundespräsidenten der Republik Österreich, Februar 2003, Bonn: Verlag für Kultur und Wissenschaft, ISBN 3-932829-61-1.
- Kugler, Gudrun; Borel, Denis (hrsg. für das Internationale Theologische Institut): Entdeckung der Freundschaft: von Philia bis Facebook, 2010, Freiburg i.Br.-Basel-Wien: Herder, ISBN 978-3-451-30343-2[56]
- Kugler, Gudrun: Niemand ist eine Insel: Wie man den Partner fürs Leben findet, 2012, Pattloch, ISBN 978-3-629-02292-9.

### Aufsätze und Artikel
- Gudrun Kugler-Lang: Gastkommentar : Das „F-Wort“ mit dem langen Bart". In: Wiener Zeitung. 14. Februar 2006 (auch online)[31]
- Gudrun Kugler: Successful Christian Arguing (PDF; 86 kB), Europe for Christ: Letter for Europe 29 (Mai 2008)
- Gudrun Kugler: Intervening at a political debate, Europe for Christ: Letter for Europe 38 (März 2009)
- Gudrun Kugler: There is no right to abortion, Europe for Christ: Letter for Europe 48 (Februar 2010)